# Lista de deputados estaduais do Rio de Janeiro da 13.ª legislatura
Esta é a lista de deputados estaduais do Rio de Janeiro eleitos para a legislatura 2023–2027. Nas eleições estaduais no Rio de Janeiro em 2022, em 2 de outubro, foram eleitos 70 deputados estaduais.

## Composição das bancadas
| Partido       | Líder                          | Bancada | Posição      |
| ------------- | ------------------------------ | ------- | ------------ |
| PL            | Deputado Filippe Poubel        | 18 / 70 | Governo      |
| União Brasil  | Deputado Márcio Canella        | 9 / 70  | Governo      |
| PT            | Deputada Verônica Lima         | 6 / 70  | Oposição     |
| PSD           | Deputado Luiz Paulo            | 6 / 70  | Oposição     |
| PSOL          | Deputado Yuri Moura            | 5 / 70  | Oposição     |
| PP            | Deputado André Corrêa          | 5 / 70  | Governo      |
| Solidariedade | Deputado Giovani Ratinho       | 4 / 70  | Governo      |
| Republicanos  | Deputado Danniel Librelon      | 2 / 70  | Governo      |
| PSB           | Deputado Carlos Minc           | 2 / 70  | Oposição     |
| PDT           | Deputada Delegada Martha Rocha | 2 / 70  | Oposição     |
| MDB           | Deputado Rosenverg Reis        | 2 / 70  | Governo      |
| PRD           | Deputado Val Ceasa             | 2 / 70  | Governo      |
| PODE          | Deputado Thiago Rangel         | 2 / 70  | Governo      |
| PCdoB         | Deputada Dani Balbi            | 2 / 70  | Oposição     |
| Agir          | Deputado Julio Rocha           | 1 / 70  | Independente |
| Avante        | Deputado Jorge Felippe Neto    | 1 / 70  | Governo      |
| MOBILIZA      | Deputado Fred Pacheco          | 1 / 70  | Governo      |

## Deputados Estaduais
| Nome                    | Partido               | Votos nominais | Notas | Ref.  |
| ----------------------- | --------------------- | -------------- | --- | ----- |
| Marcelo Dino            | UNIÃO                 | 32.954         | 1° suplente, assumiu após a renúncia de Márcio Canella. | [ 1 ] |
| Douglas Ruas            | PL                    | 175.977        | Licenciou-se do mandato em 2 de outubro de 2023 para assumir a secretaria estadual de Cidades, sendo substituído por Delegado Carlos Augusto (PL).                                                                                     | [ 1 ] |
| Renata Souza            | PSOL (Fed. PSOL REDE) | 174.132        | | [ 1 ] |
| Rosenverg Reis          | MDB                   | 131.308        | | [ 1 ] |
| Delegado Carlos Augusto | PL                    | 37.454         | Suplente, assumiu definitivamente em janeiro de 2025 com a renúncia de Doutor Serginho. | [ 1 ] |
| Delaroli                | PL                    | 102.038        | | [ 1 ] |
| Thiago Gagliasso        | PL                    | 102.038        | | [ 1 ] |
| Rodrigo Bacellar        | UNIÃO                 | 97.822         | Eleito pelo PL | [ 1 ] |
| Elika Takimoto          | PT (FE Brasil)        | 95.263         | | [ 1 ] |
| Giselle Monteiro        | PL                    | 95.028         | | [ 1 ] |
| Danniel Librelon        | Republicanos          | 80.970         | | [ 1 ] |
| Jair Bittencourt        | PL                    | 75.253         | Licenciou-se do mandato entre 1 e 8 de fevereiro de 2023. | [ 1 ] |
| Filippe Poubel          | PL                    | 73.632         | | [ 1 ] |
| Valdecy da Saúde        | PL                    | 72.250         | | [ 1 ] |
| Samuel Malafaia         | PL                    | 72.056         | | [ 1 ] |
| Flavio Serafini         | PSOL (Fed. PSOL REDE) | 71.258         | | [ 1 ] |
| Vinicius Cozzolino      | UNIÃO                 | 70.270         | | [ 1 ] |
| Val Ceasa               | PRD                   | 69.034         | Eleito pelo Patriota | [ 1 ] |
| Bruno Dauaire           | UNIÃO                 | 68.455         | Licenciou-se do mandato em 1° de fevereiro de 2023 para assumir a secretaria estadual de Habitação, sendo substituído por Marcelo Dino (UNIÃO) e, depois, Marcos Muller (PMB).                                                         | [ 1 ] |
| Dani Balbi              | PCdoB (FE Brasil)     | 65.815         | | [ 1 ] |
| Renato Machado          | PT (FE Brasil)        | 63.803         | | [ 1 ] |
| Tia Ju                  | Republicanos          | 63.373         | | [ 1 ] |
| Fábio Silva             | UNIÃO                 | 62.845         | | [ 1 ] |
| Carlos Macedo           | Republicanos          | 62.495         | | [ 1 ] |
| Martha Rocha            | PDT                   | 61.767         | Licenciou-se do mandato em 1° de janeiro de 2025 para assumir a secretaria municipal de Assistência Social do Rio de Janeiro, sendo substituída por Ricardo da Karol (PL).                                                             | [ 1 ] |
| Lucinha                 | PSD                   | 60.387         | Foi afastada do cargo pelo TJ-RJ em 18 de dezembro de 2023 devido aos desdobramentos da Operação Batismo, mas teve o afastamento derrubado pela ALERJ em 8 de fevereiro de 2024.                                                       | [ 1 ] |
| Pedro Brazão            | UNIÃO                 | 59.971         | | [ 1 ] |
| Índia Armelau           | PL                    | 57.582         | | [ 1 ] |
| Verônica Lima           | PT (FE Brasil)        | 55.738         | | [ 1 ] |
| Carlos Minc             | PSB                   | 54.942         | | [ 1 ] |
| Lilian Bhering          | PCdoB (FE Brasil)     | 25.785         | Suplente, assumiu com a renúncia de Andrezinho Ceciliano (PT). | [ 1 ] |
| Renato Miranda          | PL                    | 54.341         | | [ 1 ] |
| Gustavo Tutuca          | PP                    | 52.976         | Licenciou-se do mandato em 1° de fevereiro de 2023. | [ 1 ] |
| André Corrêa            | PP                    | 52.352         | | [ 1 ] |
| Anderson Moraes         | PL                    | 52.313         | Licenciou-se do mandato em 6 de junho em 2024 para assumir a Secretaria de Agricultura, sendo substituído por Bruno Boaretto (PL) | [ 1 ] |
| Márcio Gualberto        | PL                    | 51.856         | | [ 1 ] |
| Rafael Nobre            | UNIÃO                 | 51.563         | | [ 1 ] |
| Zeidan                  | PT (FE Brasil)        | 50.743         | | [ 1 ] |
| Alexandre Knoploch      | PL                    | 23.744         | Eleito pelo PSC. Suplente, assumiu com a renúncia de Léo Vieira (Republicanos). | [ 1 ] |
| Dani Monteiro           | PSOL (Fed. PSOL REDE) | 50.140         | | [ 1 ] |
| Célia Jordão            | PL                    | 49.680         | | [ 1 ] |
| Claudio Caiado          | PSD                   | 48.011         | Licenciou-se do mandato entre 29 de junho e 16 de dezembro de 2024 para assumir a secretaria municipal de Habitação do Rio de Janeiro, sendo substituído por Luiz Claudio Ribeiro (Republicanos).                                      | [ 1 ] |
| Rodrigo Amorim          | UNIÃO                 | 47.225         | Eleito pelo PTB | [ 1 ] |
| Felipinho Ravis         | Solidariedade         | 47.105         | Licenciou-se do mandato em 15 de julho de 2024 para assumir a Secretaria Estadual de Trabalho e Renda, sendo substituído por Chiquinho da Mangueira (Solidariedade).                                                                   | [ 1 ] |
| Marina do MST           | PT (FE Brasil)        | 46.422         | | [ 1 ] |
| Doutor Deodalto         | PL                    | 46.178         | Licenciou-se do mandato em 7 de maio em 2024 para assumir a Secretaria de Agricultura, sendo substituído por Renan Jordy (PL) | [ 1 ] |
| Sarah Poncio            | Solidariedade         | 26.626         | Eleita pelo PROS. Suplente, assumiu com a renúncia de Tande Vieira (PP). | [ 1 ] |
| Doutor Pedro Ricardo    | PP                    | 44.014         | Eleito pelo PROS | [ 1 ] |
| Vitor Júnior            | PDT                   | 43.958         | | [ 1 ] |
| Dionisio Lins           | PP                    | 43.627         | | [ 1 ] |
| Carlinhos BNH           | PP                    | 42.811         | | [ 1 ] |
| Guilherme Schleder      | PSD                   | 42.781         | Licenciou-se do mandato entre 2023 e 2024 e, posteriormente, em 1° de janeiro de 2025 para assumir a secretaria municipal de Esportes do Rio de Janeiro, sendo substituído por Sérgio Fernandes e, depois, Átila Nunes (ambos do PSD). | [ 1 ] |
| Alan Lopes              | PL                    | 42.720         | | [ 1 ] |
| Rafael Picciani         | MDB                   | 25.107         | 1º suplente, assumiu após a morte de Otoni de Paula Pai. Licenciou-se do mandato em 7 de junho de 2024 para reassumir a Secretaria Estadual de Esporte e Lazer, sendo substituído por TH Joias (MDB).                                  | [ 1 ] |
| Luiz Paulo              | PSD                   | 38.159         | | [ 1 ] |
| Franciane Motta         | UNIÃO                 | 37.873         | | [ 1 ] |
| Filipe RR Soares        | UNIÃO                 | 37.473         | | [ 1 ] |
| Chico Machado           | Solidariedade         | 37.024         | | [ 1 ] |
| Jorge Felippe Neto      | Avante                | 35.703         | | [ 1 ] |
| Munir Neto              | PSD                   | 35.677         | | [ 1 ] |
| Carla Machado           | PT (FE Brasil)        | 34.658         | | [ 1 ] |
| Sérgio Fernandes        | PSD                   | 32.489         | Assumiu como suplente durante a licença de Guilherme Schleder. Assumiu definitivamente em janeiro de 2025 com as renúncias de Eduardo Cavaliere e Luiz Claudio Ribeiro.                                                                | [ 1 ] |
| Giovani Ratinho         | Solidariedade         | 33.416         | | [ 1 ] |
| Thiago Rangel           | PODE                  | 31.175         | | [ 1 ] |
| Julio Rocha             | Agir                  | 31.001         | | [ 1 ] |
| Arthur Monteiro         | PODE                  | 29.968         | Licenciou-se do mandato entre 1° de novembro de 2023 e 15 de julho de 2024 para assumir a secretaria estadual de Trabalho e Renda, sendo substituído por Wellington José (PODE).                                                       | [ 1 ] |
| Professor Josemar       | PSOL (Fed. PSOL REDE) | 28.409         | | [ 1 ] |
| Jari Oliveira           | PSB                   | 27.288         | | [ 1 ] |
| Yuri Moura              | PSOL (Fed. PSOL REDE) | 25.479         | | [ 1 ] |
| Fred Pacheco Banda Dom  | MOBILIZA              | 13.946         | | [ 1 ] |

## Mortes
| Nome               | Partido | Coligação | Votos nominais | Notas                                             | Ref.  |
| ------------------ | ------- | --------- | -------------- | ------------------------------------------------- | ----- |
| Otoni de Paula Pai | MDB     | MDB       | 41.932         | Morreu em 27 de maio de 2024, de câncer de fígado | [ 2 ] |

## Renúncias
| Nome                 | Partido      | Coligação      | Votos nominais | Notas | Ref.  |
| -------------------- | ------------ | -------------- | -------------- | --- | ----- |
| Márcio Canella       | UNIÃO        | UNIÃO          | 181.274        | Eleito prefeito de Belford Roxo nas eleições de 2024. Foi substituído por Marcelo Dino (UNIÃO).          | [ 3 ] |
| Doutor Serginho      | PL           | PL             | 123.739        | Eleito prefeito de Cabo Frio nas eleições de 2024. Foi substituído por Delegado Carlos Augusto (PL).     | [ 3 ] |
| Andrezinho Ceciliano | PT           | PT (FE Brasil) | 54.851         | Eleito prefeito de Paracambi nas eleições de 2024. Foi substituído por Lilian Behring (PCdoB).           | [ 3 ] |
| Léo Vieira           | Republicanos | PSC            | 50.569         | Eleito prefeito de São João de Meriti nas eleições de 2024. Foi substituído por Alexandre Knoploch (PL). | [ 3 ] |
| Tande Vieira         | PP           | PROS           | 45.785         | Eleito prefeito de Resende nas eleições de 2024. Foi substituído por Sarah Poncio (Solidariedade).       | [ 3 ] |
| Eduardo Cavaliere    | PSD          | PSD            | 33.688         | Eleito vice-prefeito do Rio de Janeiro nas eleições de 2024. Foi substituído por Átila Nunes (PSD).      | [ 3 ] |

## Suplentes que assumiram
| Nome                    | Partido       | Votos nominais | Titular                         | Motivo                                                                 | Data que assumiu      | Data de saída          |
| ----------------------- | ------------- | -------------- | ------------------------------- | ---------------------------------------------------------------------- | --------------------- | ---------------------- |
| Delegado Carlos Augusto | PL            | 37.454         | Doutor Serginho (PL)            | Assumiu a Secretaria Estadual de Ciência, Tecnologia e Inovação        | início do mandato     | 1° de abril de 2023    |
| Sérgio Fernandes        | PSD           | 32.489         | Guilherme Schleder (PSD)        | Assumiu a Secretaria Municipal de Esportes do Rio de Janeiro           | início do mandato     | 3 de julho de 2023     |
| Marcelo Dino            | UNIÃO         | 32.954         | Bruno Dauaire (UNIÃO)           | Assumiu a Secretaria Estadual de Habitação                             | início do mandato     | 31 de dezembro de 2024 |
| Elton Cristo            | PP            | 30.200         | Gustavo Tutuca (PP)             | Assumiu a Secretaria Estadual de Turismo                               | início do mandato     |                        |
| Luiz Claudio Ribeiro    | PSD           | 33.688         | Eduardo Cavaliere (PSD)         | Assumiu a Secretaria Municipal da Casa Civil do Rio de Janeiro         | início do mandato     |                        |
| Átila Nunes             | PSD           | 25.176         | Guilherme Schleder (PSD)        | Assumiu a Secretaria Municipal de Esportes do Rio de Janeiro           | 3 de julho de 2023    | 13 de maio de 2024     |
| Delegado Carlos Augusto | PL            | 37.454         | Douglas Ruas (PL)               | Assumiu a Secretaria Estadual das Cidades                              | 2 de outubro de 2023  |                        |
| Wellington José         | PODE          | 22.817         | Arthur Monteiro (PODE)          | Assumiu a Secretaria Estadual de Trabalho e Renda                      | 1 de novembro de 2023 | 15 de julho de 2024    |
| Renan Jordy             | PL            | 36.343         | Doutor Deodalto (PL)            | Assumiu a Secretaria Estadual de Agricultura                           | 7 de maio de 2024     |                        |
| Sérgio Fernandes        | PSD           | 32.489         | Guilherme Schleder (PSD)        | Assumiu a Secretaria Municipal de Esportes do Rio de Janeiro           | 13 de maio de 2024    | 5 de junho de 2024     |
| Bruno Boaretto          | PL            | 30.186         | Anderson Moraes (PL)            | Assumiu a Secretaria Estadual de Ciência, Tecnologia e Inovação        | 6 de junho de 2024    |                        |
| TH Joias                | MDB           | 15.105         | Rafael Picciani (MDB)           | Reassumiu a Secretaria Estadual de Esporte e Lazer                     | 11 de junho de 2024   |                        |
| Luiz Claudio Ribeiro    | Republicanos  | 33.688         | Claudio Caiado (PSD)            | Assumiu a Secretaria Municipal de Habitação do Rio de Janeiro          | 1 de julho de 2024    | 16 de dezembro de 2024 |
| Chiquinho da Mangueira  | Solidariedade | 29.502         | Felipinho Ravis (Solidariedade) | Assumiu a Secretaria Estadual de Trabalho e Renda                      | 15 de julho de 2024   |                        |
| Átila Nunes             | PSD           | 25.176         | Guilherme Schleder (PSD)        | Assumiu a Secretaria Municipal de Esportes do Rio de Janeiro           | 2 de janeiro de 2025  |                        |
| Ricardo da Karol        | PL            | 24.629         | Martha Rocha (PDT)              | Assumiu a Secretaria Municipal de Assistência Social do Rio de Janeiro | 2 de janeiro de 2025  |                        |
| Marcos Muller           | PMB           | 27.282         | Bruno Dauaire (UNIÃO)           | Reassumiu a Secretaria Estadual de Habitação                           | início do mandato     | 31 de dezembro de 2024 |